# Carapeços
Carapeços is een plaats (freguesia) in de Portugese gemeente Barcelos en telt 2 186 inwoners (2001).